# Костромская митрополия
Костромская митрополия — митрополия Русской православной церкви, образованная в пределах Костромской области. Объединяет Галичскую и Костромскую епархии.

## История
Митрополия образована 27 декабря 2016 года решением Священного синода Русской православной церкви. Главой митрополии назначен правящий архиерей Костромской епархии.

### Митрополиты
- Ферапонт (Кашин) (с 27 декабря 2016)

## Епархии

### Галичская епархия
Объединяет приходы в границах Антроповского, Вохомского, Галичского, Кадыйского, Кологривского, Макарьевского, Мантуровского, Межевского, Нейского, Октябрьского, Островского, Павинского, Парфеньевского, Поназыревского, Пыщугского, Солигаличского, Чухломского и Шарьинского районов.
Правящий архиерей — епископ Галичский и Макарьевский Алексий (Елисеев).

### Костромская епархия
Объединяет приходы в границах городов Кострома, Буй и Волгореченск, а также Буйского, Костромского, Красносельского, Нерехтского, Судиславльского и Сусанинского районов.
Правящий архиерей — митрополит Костромской и Нерехтский Ферапонт (Кашин).